# تقارن عبوری
تقارن عبوری یکی از اصول فیزیک ذرات بنیادی است که می‌گوید اگر واکنشی انجام‌پذیر است با آوردن پاد آن ذره به طرف مقابل بازهم آن واکنش انجام پذیر است به طور مثال اگر واکنش (۱) انجام پذیر باشد واکنش (۲) نیز انجام پذیر است.
{\displaystyle A+B\to C+D(1)\!}
{\displaystyle A+{\overline {C}}\to D+{\overline {B}}(2)\!}
به همین دلیل اثر کامپتون تبدیل شده نابودی الکترون-پوزیترون و تولید دو فوتون است:
{\displaystyle \gamma +e\to e+\gamma \!}
{\displaystyle e^{-}+e^{+}\to 2\gamma \!}